# Clavulina
Clavulina es un género de hongos basidiomicetos de la familia Clavulinaceae.

## Clasificación
Se han descrito numerosas especies de Clavulina. Entre las especies más interesantes o más conocidas destacan:
- Clavulina anglica
- Clavulina cristata - manecillas[4]
- Clavulina parisiensis

Un listado completo de las especies descritas en el género Clavulina puede verse en el siguiente anexo.